# Remember You (песня Каын)
«Remember You» (кор. 기억할게) — первый цифровой сингл южнокорейской певицы Каын. Был выпущен 5 июля 2019 года лейблами Planhear Sound и Music Classico при поддержке NHN Bugs.

## Предпосылки и релиз
После того, как в 2015 году After School ушли на перерыв, Каын сначала дебютировала в качестве ди-джея, а в 2018 году стала участницей реалити-шоу «Подготовка 48» (англ. Produce 48) как представитель от своего агентства, Pledis Entertainment. Несмотря на то, что среди участниц ей удалось держаться на первом месте дольше всех остальных, в финале девушка заняла лишь 14 место и не попала в окончательный состав IZ*ONE. В октябре одна из бывших участниц After School, Пак Су А сообщила, что Каын готовится к дебюту в новой женской группе на волне своего успеха на шоу.
4 июля 2019 года руководство Pledis Entertainment выпустило официальное заявление, в котором подтвердило уход Каын из агентства из-за истечения срока её контракта. В своём письме девушка поблагодарила фанатов за поддержку, несмотря на её долгое отсутствие на сцене, а также попросила отныне приветствовать её как Ли Каын, а не как «Каын из After School», тем самым подтвердив свой уход из группы. В тот же день было объявлено, что она выпустит свой первый цифровой сингл «Remember You», который ознаменует её уход из Pledis Entertainment.
Релиз композиции состоялся 5 июля 2019 года.

## Список композиций
| №                   | Название                          | Текст песни         | Музыка                                     | Аранжировка                              | Длительность |
| ------------------- | --------------------------------- | ------------------- | ------------------------------------------ | ---------------------------------------- | ------------ |
| 1.                  | «Remember You (기억할게)»         | Ли Ка Ын            | Ли Ка Ын, Чон Сан Мин (POPKID), Чу Хва Чон | Чон Сан Мин (POPKID), Ю Чон Хён (POPKID) | 3:55         |
| 2.                  | «Remember You (기억할게) (Inst.)» | Ли Ка Ын            | Ли Ка Ын, Чон Сан Мин (POPKID), Чу Хва Чон | Чон Сан Мин (POPKID), Ю Чон Хён (POPKID) | 3:55         |
| Общая длительность: | Общая длительность:               | Общая длительность: | Общая длительность:                        | Общая длительность:                      | 3:55         |